# Estadio Herminio Ricardo
El Estadio Herminio Ricardo, es un estadio de fútbol de Paraguay que se encuentra ubicado en la ciudad de J. Augusto Saldívar a la altura del km 26 de la Ruta Nº 1 Mcal. Francisco Solano López. En este escenario, que cuenta con capacidad para unas 2000 personas, hace las veces de anfitrión el equipo de fútbol del Cristóbal Colón FBC propietario del predio.
Además en este estadio suele disputar sus partidos de local la selección de la Liga Deportiva J. Augusto Saldívar en los torneos de la Unión del Fútbol del Interior.
Entre los años 2004 y 2005 fueron construidos las graderías del sector este que puede albergar a unas 1000 personas cómodamente sentadas. 
El nombre del estadio es en honor a un exdirigente deportivo de la entidad.
El 5 de noviembre de 2016 por primera vez se trasmitió por televisión un partido desde este estadio, fue por la segunda fecha del cuadrangular final de la Primera División C.